# Hailar
Cette page contient des caractères spéciaux ou non latins. S’ils s’affichent mal (▯, ?, etc.), consultez la page d’aide Unicode.
Le district de Hailar (chinois simplifié : 海拉尔区 ; chinois traditionnel : 海拉爾區 ; pinyin : hǎilār qū, mongol : ᠬᠠᠶᠢᠯᠠᠷ
ᠲᠣᠭᠣᠷᠢᠭ, VPMC : Qayilar toɣoriɣ) est un district urbain du nord-est de la région autonome de Mongolie-Intérieure en Chine. Elle est située à environ 600 mètres d'altitude. Lors du recensement de 2010, sa population était de 344 947 habitants, ce qui fait d'elle la plus grande ville du Nord de la Mongolie-Intérieure. Son territoire s'étend sur 1 440 kilomètres carrés. Elle est le chef-lieu de la ville-préfecture de Hulunbuir. Auparavant, elle s'appelait Hulun.
On y parle le dialecte de Hailar du mandarin, mais également l'evenki, la langue des Evenks, un peuple nomade, éleveur de rennes, qui vit dans la région d'Hulunbuir (principalement dans la bannière autonome Evenk et le canton de la minorité Evenki d'Aulunguya à Genhe).
Le Naadam, fête mongole marquée par des jeux traditionnels, tels que la lutte mongole, le tir à l'arc ou la course de poneys, s'y déroule du 1er au 3 août.
Longtemps connue comme la « Perle des prairies », elle est un passage important entre la Russie et la Chine et est un centre régional pour le commerce, l'agriculture et le transport.

## Histoire

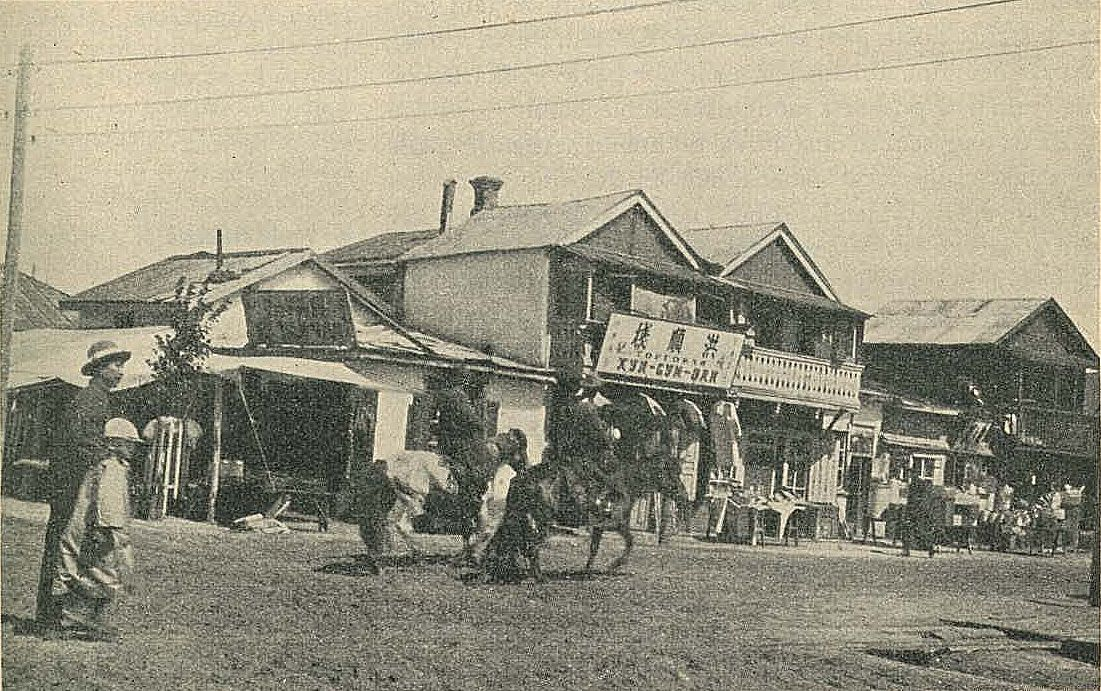
Une rue d'Hailar dans la première moitié du XXe siècle

Hailar a été fondée sous la forme d'une forteresse chinoise en 1734.
Sous la République de Chine (1912-1949), elle était la capitale de la province de Xing'an.
Du temps du Mandchoukouo, état fantoche créé par les envahisseurs japonais (années 1930 et 1940), ceux-ci y construisent un grand bunker souterrain et y tueront plus de 10 000 personnes. Elle est le théâtre de violents combats en août 1945 lorsque l'Union soviétique envahit la Mandchourie pour la libérer des Nippons à la fin de la Seconde Guerre mondiale.

## Transports

### Aérien
La ville est desservie par l'aéroport de Hulunbuir Hailar, qui comporte des vols internationaux vers Séoul, Tokyo, Oulan-Bator ou encore Tchita en Sibérie (Russie), ainsi que des vols nationaux vers Pékin, Harbin et de nombreuses autres villes chinoises.

### Chemin de fer
La gare de Hailar est située sur la branche mandchourienne du transsibérien. Elle est, pour les lignes les plus courtes, à 10 heures 25 de train d'Harbin et à 27 heures et 30 minutes de train de Pékin.
La LGV Hailar - Qiqihar (zh) y est ouverte le 17 août 2015.
De nombreuses lignes de bus et taxis parcourent l'ensemble de la ville.

## Géographie

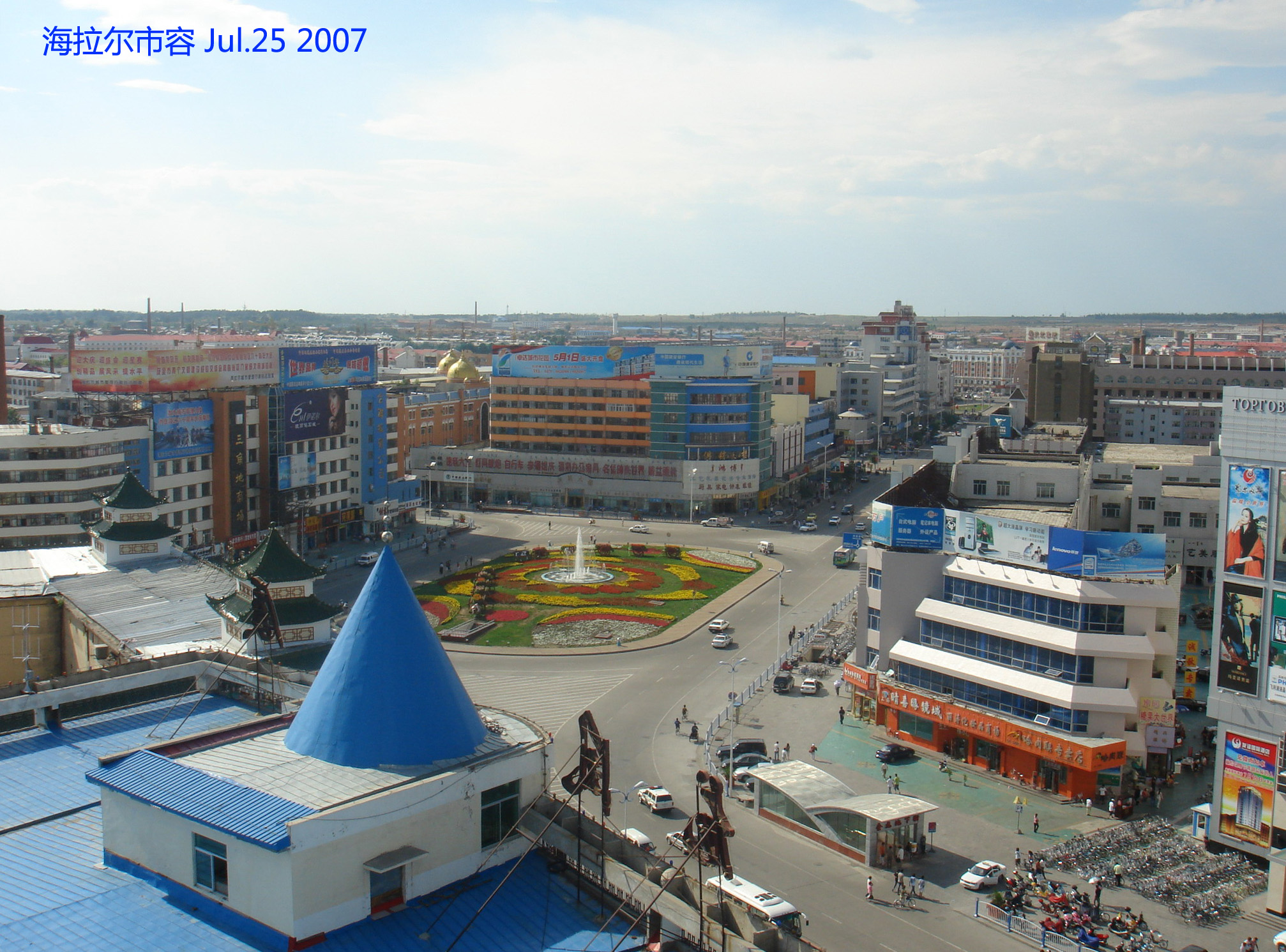
Centre ville en 2007

La population du district était de 344 947 habitants en 2010, en forte augmentation par rapport à 2000 (262 184 habitants). Elle est traversée par le Yimin peu avant que ce dernier ne se jette dans l'Argoun.
Le centre le plus actif de la ville est situé à l'Ouest du Yimin, autour d'un rond-point situé entre la rue Zhongyang (中央街) au Nord, la rue Xida (西大街), à l'Est et la rue Qiaotou (桥头街) à l'Est comprend différents centres commerciaux, un marché souterrain, un cinéma et différentes boutiques. Il est également proche de la gare, situé au Nord-Ouest de la ville.
La mairie, le musée, le centre de radio, télévision et radio-diffusion sont quant à eux placés à l'Est du Yimin, dans le prolongement de la rue Qiaotou, sur l'avenue Shengli (胜利大街). On y trouve également la place Gengis Khan et le parc Tianjiao (天骄圆), comportant, en son honneur, notamment un ovoo, une colonne et différents bas-reliefs. Ce parc contient également un petit parc d'attraction des bassins, un canal. Cette rue est continuée, toujours à l'Est par l'avenue de l'aéroport (机场大街), menant à l'aéroport.
Les bords de la rivière sont entourés par de longs parcs et promenades, avec trois moulins dans le style néerlandais sur la rive Est, au nord du Grand pont de Halar (哈萨尔大桥).

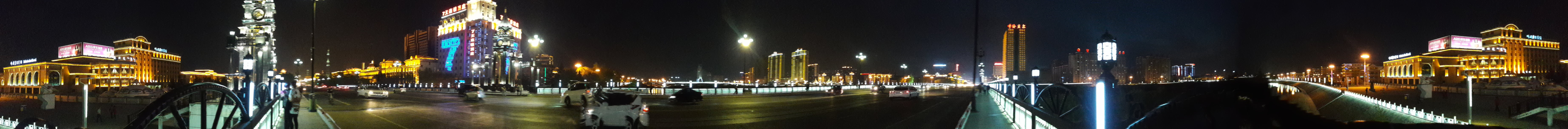
Pont sur la rivière Yimin et ses berges en 2016

## Météorologie
Hailar a un climat continental humide (Dwb selon Köppen) qui tend à se dégrader vers le climat subarctique (Dwc). Les hivers sont très sévères et très secs à cause de l'anticyclone de Sibérie. Les étés sont chauds et humides mais courts. Les températures mensuelles moyennes passent de −25 °C en janvier à 20 °C en juillet. La température annuelle moyenne est de −0,96 °C. Le soleil domine avec chaque mois au moins 55 % d'ensoleillement (2 700 heures en total annuel).
| Mois                                | jan.  | fév.  | mars  | avril | mai   | juin  | jui.  | août  | sep.  | oct.  | nov.  | déc.  | année   |
| ----------------------------------- | ----- | ----- | ----- | ----- | ----- | ----- | ----- | ----- | ----- | ----- | ----- | ----- | ------- |
| Température minimale moyenne (°C)   | −30   | −26,9 | −16,9 | −3,9  | 3,5   | 10,5  | 14,3  | 12    | 4,4   | −4,9  | −16,8 | −26,2 | −6,74   |
| Température maximale moyenne (°C)   | −19,2 | −14,1 | −3,9  | 8,9   | 18,1  | 23,7  | 25,8  | 23,6  | 17,2  | 7,5   | −5,8  | −16,1 | 5,48    |
| Record de froid (°C)                | −43,6 | −43,3 | −37,4 | −21,6 | −11,2 | −0,4  | 4,1   | 2,1   | −8,2  | −24,6 | −38   | −43   | −43,6   |
| Record de chaleur (°C)              | −1    | 4,3   | 16,2  | 29,4  | 32,7  | 36,5  | 35,7  | 36,6  | 31,2  | 26,9  | 11,8  | −0,9  | 36,6    |
| Ensoleillement (h)                  | 167   | 195,6 | 244,1 | 246,2 | 298   | 285,9 | 279,8 | 268,7 | 218,6 | 210,1 | 165,3 | 139,4 | 2 718,7 |
| Précipitations (mm)                 | 3,4   | 2,9   | 4,6   | 12,4  | 22,5  | 63,2  | 101,8 | 91,8  | 38,3  | 15,8  | 5,1   | 5,5   | 367,3   |
| Nombre de jours avec précipitations | 7,6   | 5,9   | 5,6   | 5,9   | 7     | 12,9  | 14,5  | 12,4  | 9,5   | 6,2   | 7,1   | 9,6   | 104,2   |

## Culture et patrimoine
Les enseignes et panneaux de la ville sont en écriture mongol, en écriture han et parfois en anglais.
Le studio et station de radiodiffusion de Hailaer, diffuse différents programmes en langue mongole et en mandarin.
La population de la ville profite des parcs aménagés, comportant trois moulins en bois de type européens au bord de la rivière pour pratiquer différentes activités dont la danse.
La rue Halaer est décorée de réverbères en forme de morin khuur, la traditionnelle vièle à tête de cheval mongole. Le Grand pont Hailar, situé sur cette rue, est un pont suspendu dont les piliers adoptent également la forme du morin khuur, et où les motifs décoratifs de la caisse de résonance servent d'éclairage.
L'opéra de Hulunbuir est situé au Sud de la ville, sur la route Manzhouli (Route Manzhouli)

### Musées

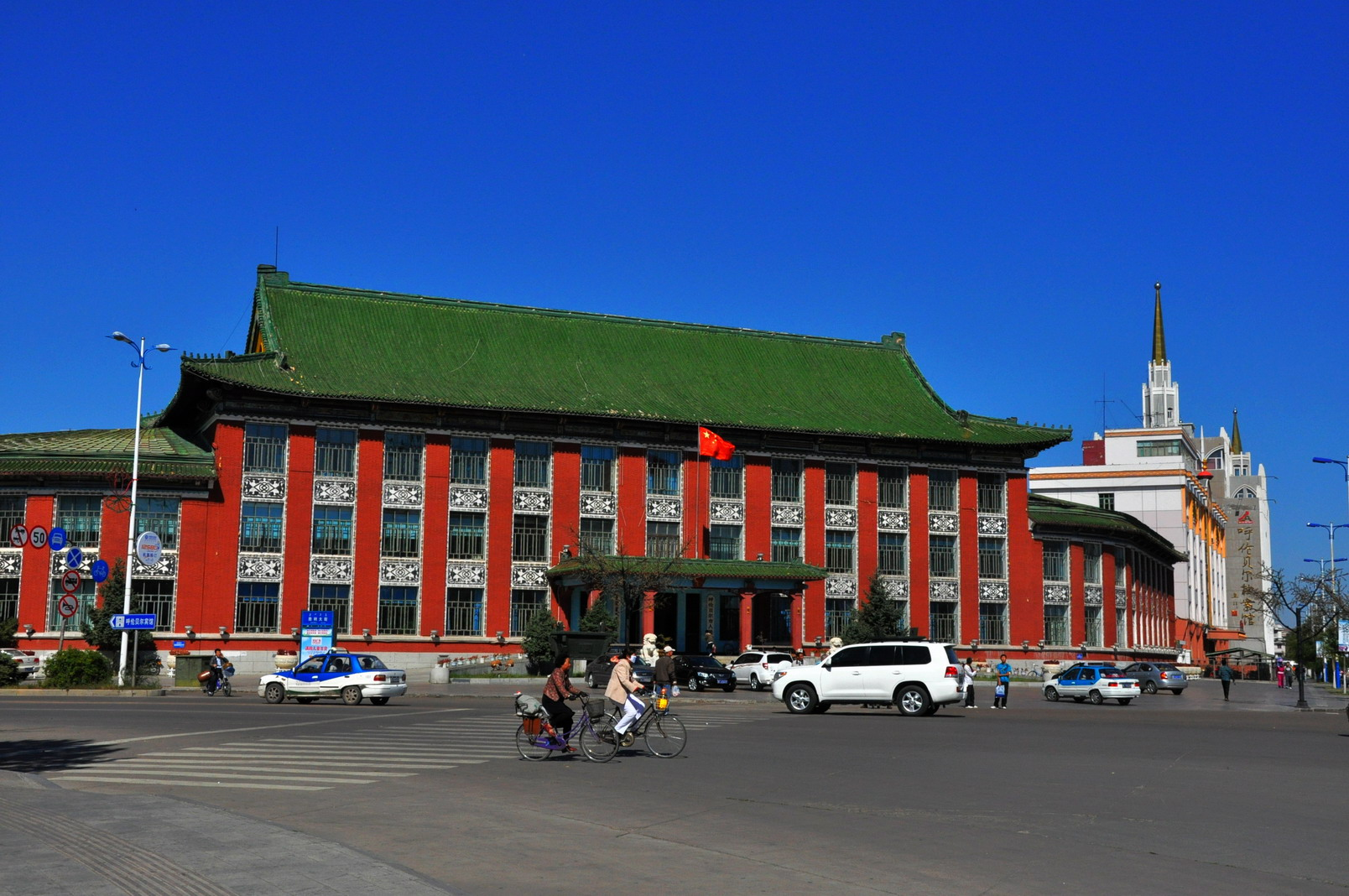
Mairie de Hailar

La ville et ses environs présentent également plusieurs musées :
- Le Musée municipal, situé dans la cour de la mairie y présente des collections historiques dans ses collections permanentes et le rez-de-chaussée abrite des expositions temporaires.
- Au Nord-Ouest de la ville, proche de la gare ferroviaire, les anciens bunkers souterrains construit par les japonais pendant leur invasion ont été reconverti en musée, retraçant la guerre, les principaux protagonistes japonais et de la résistance, différents armements et équipement militaires et civils utilisés par les deux parties dans le conflit.

### Temples
Deux temples de confession bouddhique sont érigés au Nord de la ville, l'un de pratiquant le bouddhisme mahayana, et l'autre le bouddhisme vajrayana.